# 베르누이 미분방정식
베르누이 미분방정식(Bernulli differential equation)은 다음과 같이 표현되는 상미분방정식을 일컬으며, 비선형미분방정식을 선형으로 변환하는 데 이용한다.
{\displaystyle y'+p\left(x\right)y=g\left(x\right)y^{a}}
위의 식에서 {\displaystyle a\neq 0}이거나, {\displaystyle a\neq 1}이면 비선형이다. 이때, {\displaystyle u=y^{1-a}}로 치환하여 풀면 아래와 같은 선형문제가 된다.
{\displaystyle u'+\left(1-a\right)pu=\left(1-a\right)g}

## 참고 도서
Kreyszig, Erwin (1999). 《Advanced Engineering Mathmatics 8th ed.》. John Wiley & Sons, INC. ISBN 0-471-15496-2.